# 第3號小提琴奏鳴曲 (布拉姆斯)
约翰内斯·勃拉姆斯的D小調小提琴與鋼琴奏鳴曲（作品108）完成於1888年，是其同類型作品的第三首，也是最後一首。

## 創作歷程
一連三年，布拉姆斯的夏日假期都在瑞士圖恩湖（Thunersee）附近的霍夫施泰滕（Hofstetten）度過，作曲家相當喜愛當地的山水湖景，這裡的風景促使布氏寫就許多室內樂傑作。在其1886年8月的日記中，便記載第2號大提琴奏鳴曲（作品99）、第2號小提琴奏鳴曲（作品100）、第3號鋼琴三重奏（作品101）以及第3號小提琴奏鳴曲皆是起草於這段期間。在致友人信中，布氏將這些作品稱為「自娛之作」。以後見之明，作曲家如何在同一時期企劃、寫作這些架構可觀、彼此差異奇大的作品，其創作過程與心境著實值得探討。其中，作品100與108的兩首小提琴與鋼琴奏鳴曲尤其具有不同的面貌，前者明亮、甜美，本作則相對顯得暗沉，並富於對比。
作品99至101的三首室內樂創作皆於1887年付梓，作品108則遲至1889年2月才交付出版商西姆羅克，不難想見布氏在定筆前的疑慮──直至1888年夏季結束前，本作方告完成，針對手稿的研究則顯示作品在1888年10月時曾有修改。
此作的被題獻人是布拉姆斯的同事、長期好友，鋼琴家兼指揮家的畢羅，兩人曾在1885年間嚴重不合，但此時已修好。透過將作品108題獻給畢氏，意在肯認其超群的鋼琴演奏技巧。考慮到第一、第四樂章的厚重織體，勘比協奏曲的技巧需求，此一題獻可說合情合理。布氏友人，傳記作者卡爾貝克則認為，第一樂章的兩個主要主題都是對畢羅的描寫。
作品於1888年在布達佩斯首演，匈牙利名家胡拜演奏小提琴，布拉姆斯本人親任鋼琴演奏。

## 分析
與其餘兩首小提琴與鋼琴的奏鳴曲作品不同，作品108是四樂章體裁。各樂章在素材、樂念間沒有顯著的關聯，但整體仍有極強的統御感。作曲家的幾位友人如赫爾佐根伯格（Elisabet von Herzogenberg）、漢斯力克等人，對於這點皆有類似的感受。漢斯力克表示，雖然四個樂章的內容各自不同，「當中的統一性，如同一牢固的金戒般，令人敬佩⋯⋯彷彿有一旁白講述著的故事，我們可以感受到整首作品屬於一個整體，彼此牢不可分。」
承前述，第一、第四樂章的特質，使得此曲被認為具有協奏曲的特性。比起在私人沙龍中演奏，作品108的鋼琴部份似乎更適合在音樂廳發揮。
第一樂章
D小調，快板（allegro）， 拍子
嚴謹的奏鳴曲快板曲式。抒情的第一主題由小提琴以有限的音量（sotto voce）演奏，此時鋼琴右手的節奏則提供了暗潛的悸動。小提琴主題結束之後，鋼琴以 f 的力度承接之（i.e. m.24），進而形成兩者間的競逐，這一段音樂頗富英雄性格。樂章的第二主題則依循慣例，轉向關係大調，由鋼琴率先演奏此一富於表達（espressivo）的主題，小提琴繼而回應之（i.e. m.62）。
發展部始於第84小節處，小提琴以色彩奏法（bariolage）奏出第一主題的變形，鋼琴左手固定節奏的la音則貫穿了整個發展部。（此一堪比管風琴低音踏瓣的技法，在《德意志安魂曲》中已有應用。）在演奏上，小提琴、鋼琴都必須在極微的音量下奏出旋律，是此段最具挑戰之處。
第一主題的再現（m.130）標誌著再現部的開始，此一主題再一次結束之後，意外迎來了三個強力和弦（mm.153–6），並據此展開緊湊的F#小調插段。此段的素材單純，技巧炫人，織度直比管弦樂配器，是為第一樂章的高點。調性安定之後，第二主題則回到平行調展開。
尾奏段（m.236）的安排與發展部如出一轍，令人意外的則是此前第一主題曾以原本的音域再一次出現（m.218）。樂章末尾是一安定的D大調終止式，為充滿情感的第一樂章劃下句點。
第二樂章
D大調，慢板（adagio），
 拍子
在內容上，第二樂章可說是專屬小提琴的一闕短曲（cavatina），鋼琴地位始終次要。除顯然的抒情性格外，
 拍子也隱然含有舞曲的韻律。此樂章接續了第一樂章末尾的調性，予人冷靜、安定的感受。此外，與第一樂章初始比較，在此小提琴從低音音域出發，其風貌截然不同。此一悠然的「演唱」中斷於突如其來的一次模進（mm.19–20），迎來一次高點，之後則是歌曲主題的回歸（m.37）。此句雖然是高八度演奏，卻記有布拉姆斯代表性的「不甚強」（poco f ）指示，顯示了作曲家多所收斂的性格。
模進、高點再次陸續到來之後，第57小節的筆法著實令人意外：若是此處安排一次終止式，樂章也可就此收尾，小提琴頗富即興意味的分解和弦卻帶來再一次的高潮（m.59），堪稱第二樂章最精彩的一處。鋼琴低音的ré音（m.67）標誌了此樂章的終句，在主題的再一次回顧後，音樂平和地結束。
赫爾佐根伯格對於第二樂章流暢的音樂內容寄予肯定：「採三段體的第二樂章經常有一對比性的中段，然而這個樂章的連續性，段落之間的銜接是如此的言之成理，使人非常享受。」
第三樂章
F#小調，多感、不甚快的急板（un poco presto e con sentimento），
 拍子
一反此前沉寂，鋼琴率先在第三樂章初始佔主導地位；在輕快的二拍子當中，鋼琴的主題亦富含戲謔（scherzando）意味。小提琴則扮演鋼琴在第一樂章初始的角色，在拍點外奏出伴奏。目前為止顯得破碎的音樂素材，在小提琴轉而演奏長旋律之後（m.53）有了轉變，並迎來一段小提琴演奏甚是困難的和弦競奏（m.65）。稍事平靜之後，樂章初始的主題在F大調上重現（m.91，小提琴），而後回到F#小調的本來面貌（m.119，小提琴改以撥弦演奏）。
總地來說，第三樂章沿用了布拉姆斯慣有的鋪排，即在嚴肅的第四樂章到來之前，經常以輕鬆、詼諧的面貌示人，此處的音樂亦不脫此意。
第四樂章
D小調，激動的急板（Presto agitato），
 拍子
遵照規則，此樂章的調性回歸主調，
 拍子則讓人直接聯想塔朗泰拉舞曲（tarantella）的癲狂。第四樂章在音樂強度、演奏技巧上皆冠於全曲，考驗著演奏者的定性與耐性。樂章初始，鋼琴奏出第一主題的同時，小提琴華麗的和弦亦讓人難以忽視。經過兩人角色互換，以及一系列的和聲轉換後，鋼琴始在令人滿足的C大調上奏出優雅的第二主題（m.39）。然而，此一安定感並未持續太久，小提琴承接第二主題後，鋼琴所追加的破碎節奏（mm.56–7），彷彿意在「提醒」聽眾此一樂章，甚至此一作品的「本質」。
發展部始於第一主題的再臨（m.114），小提琴在此演奏第一主題的變形（m.134），隨著音域向上移動，其節奏漸形破碎，增強了不安定感。第172小節處，迎來發展部的高潮，小提琴在高音域再次重申第一主題，而後則是小提琴、鋼琴之間的模仿競奏，並且隨之導入再現部。
再現部略去了第一主題，直接進入銜接句（cf. m.17），此後的安排大致與呈示部相同，第二主題則回歸關係大調。第一主題的再臨標誌了尾奏段的開啟（m.293），並在涵蓋鋼琴低音至高音音域的分解和弦處達到最後的高潮。出人意表的是第325小節處，破碎的塔朗泰拉節奏再一次由（相對）寬廣的第一主題所取代（鋼琴左手，繼而是小提琴），六個小節漸漸緩慢的效果，有如吸入最後的一口氣，並就此奔向終局。

## 錄音推薦
- Seemann, Carl. Schneiderhan, Wolfgang.  (CD). The Originals. Deutsche Grammophon. Barcode 028946365328.（德文）（英文）

## 外部連結
- 凱利‧漢森的勃拉姆斯聆樂指南 （页面存档备份，存于）
- 勃拉姆斯《第3号小提琴奏鸣曲》：国际乐谱典藏计划上的乐谱